# 목조아미타여래좌상 (부산광역시 유형문화재 제144호)
목조아미타여래좌상(木造阿彌陀如來坐像)은 부산광역시 금정구, 부산대학교박물관에 소장하고 있는 조선시대의 불상이다. 2014년 5월 21일 부산광역시의 유형문화재 제144호로 지정되었다.

## 개요
이 작품은 연화좌 위에 결가부좌한 작은 크기의 원불이다. 수인은 중품하생인(中品下生印)이며, 고개를 숙였지만 자세가 곧고 당당하며 몸에 비해 머리는 큰 편이다. 방형의 얼굴은 넓은 이마, 반달형 눈, 오뚝하면서 작은 코, 입꼬리가 올라간 입을 표현하여 옅은 미소를 띤 온화한 인상을 풍긴다.
불상 내부에서 발견된 복장유물은 별도로 보관 중이다. 복장물목은 발원문, 황초폭자, 후령통, 팔엽개, 오방경, 오색사, 오저, 오채번, 대방광불화엄경·반야경, 보협인다라니, 대교왕경 등이다. 삼베 재질의 황초폭자를 제외하면 대부분 종이이다.
이 불상은 동참결연문인 발원문 내용을 통해 1765년 4월 화사 상정(尙淨)에 의해 제작되었고, 원불의 주인공은 승려 영회(永誨)였음이 밝혀졌다. 상정은 18세기 중·후반에 전라도에서 주로 활동한 조각승으로, 영주 부석사 무량수전 아미타여래상, 불국사 대웅전 삼존상 등 현존하는 유명한 불상들을 개금하는 등 개금에도 능했던 전라도 화승이다.
부산대학교박물관 소장 목조아미타여래좌상은 크기는 작지만 얼굴, 옷주름, 연화좌 위로 흘러내린 옷자락의 표현 등에서 조각가인 상정의 특징이 잘 반영되어 있는 작품이며, 제작시기, 제작자, 용도와 기능이 명확하여 18세기 불상 연구의 자료적 가치가 높다.

## 참고 자료
- 목조아미타여래좌상 - 국가유산청 국가유산포털